# Prošići
Prošići falu Bosznia-Hercegovinában, a Bosznia-hercegovinai Föderáció Una-Szanai kantonjában.

## Fekvése
Bosznia-Hercegovina északnyugati részén, Bihácstól légvonalban 9, közúton 13 km-re északra, Cazin központjától légvonalban 8, közúton 1 km-re délre, az Una északi partja menténmentén fekvő erdős, dombos területen fekszik. A falu a Cazin-Ostrožac-Brekovica-Bihács úton található.

## Népessége
| Nemzetiségi csoport | Népesség 1991 | Népesség 2013 |
| ------------------- | ------------- | ------------- |
| Szerb               | 1             | 0             |
| Bosnyák             | 858           | 909           |
| Horvát              | 0             | 1             |
| Jugoszláv           | 7             | 0             |
| Egyéb               | 2             | 8             |
| Összesen            | 868           | 918           |

## Története
A prošići muszlim gyülekezet, amely Mazini, Centar, Garići, Bibići, Lelići és Muratovići falvakat is magában foglalja, Cazintól 13 kilométerre délre található. A gyülekezetnek 250 háztartása és mecsetje van. Az első mecset a szájhagyomány szerint a 19. század végén, a gyülekezet megalakulása után még fából épült. Az 1950-es években új mecsetet építettek, de ezúttal kőből, fa minarettel. Harmadik mecset építésére 1980-ban került sor, a hivatalos megnyitó ugyanezen év május 2-án volt. 1994-ben, a Bosznia-Hercegovina elleni szerb agresszió során a mecsetet ágyúzták és megrongálták, ezért 2008-ban alaposan felújították és kibővítették. A vének elmondása szerint 1936-ban ebben a gyülekezetben az iskolai tanítást Mehic efendi végezte. Rajta kívül a prošići imámszolgálatot Husein Prošić efendi, fia Muhamed efendi és unokája Husein efendi, majd Nurija Dedić, két alkalommal, Remzija Baltić és Jasmin Memic efendi, a gyülekezet jelenlegi imámja látta el. A fontosabb imámok és alimok, akik itt születtek, de dolgoztak is megemlítendő még Husein Prošić efendi, aki a pedagógiai karon végzett. A gyülekezetből való kilépése után a Bihácsi gyülekezetben dolgozott, majd 1975-től nyugdíjazásáig az IZ Cazin Mejlis titkára, rövidebb ideig a mejlis főimámja (vallásoktatási tisztviselője) volt.

## Nevezetességei
A falu mecsetje 1980-ban épült, a boszniai háború idején súlyos károkat szenvedett, majd 2008-ban teljesen megújították.